# Estação Picpus
Picpus é uma estação da linha 6 do Metrô de Paris, localizada no 12.º arrondissement de Paris.

## Localização
A estação está situada na avenue de Saint-Mandé, a oeste do cruzamento com o boulevard de Picpus.

## História
A estação foi originalmente aberta sob o nome de Saint-Mande em 1 de março de 1909 na linha 6, quando limitada ao percurso entre Place d'Italie e Nation. Em 1 de março de 1937, ela levou sua denominação atual Picpus, o antigo sendo confundido com a estação Saint-Mandé - Tourelle da extensão oriental da linha 1.
Por volta de 1575, a rue de Picpus era um caminho que atravessava o território de Picque-Puce. Os irmãos Lazare pensavam que a etimologia provinha de uma epidemia que se assemelhava a picadas de insetos. Ela foi tratada milagrosamente por um religioso que se estabeleceu na vila. Este último então tomou o nome de Picque-Puce. A vila de Pique-Puce se estendia da porta atual de Picpus para o norte a Charonne.
Em subtítulo, a estação porta também o nome de Courteline, em homenagem a Georges Courteline (1858-1929), cujo nome verdadeiro é Georges Moinaux, autor francês de comédias satíricas como Les Gaîtés de l'escadron, Le commissaire est bon enfant, La Paix chez soi, etc.
Em 2011, 1 496 432 passageiros entraram nesta estação. Ela viu entrar 1 405 460 passageiros em 2013, o que a coloca na 282ª posição das estações de metrô por sua frequência em 302.

## Serviços aos passageiros

### Acessos

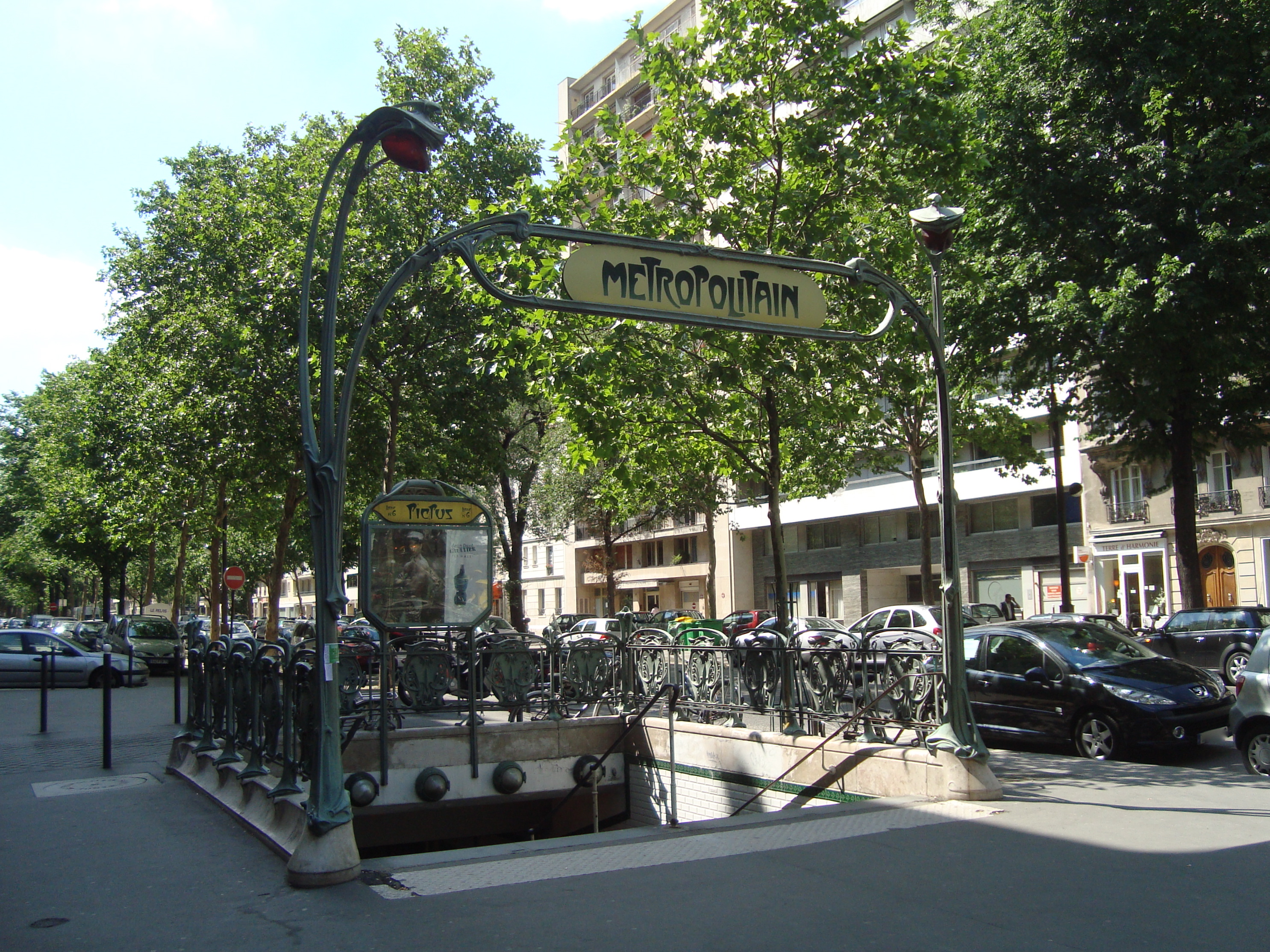
A única entrada da estação

A estação tem um único acesso em frente ao nº 46 da avenue de Saint-Mandé. É ornado com uma edícula Guimard.

### Plataformas
Picpus é uma estação de configuração padrão: ela possui duas plataformas laterais separadas pelas vias do metrô e a abóbada é elíptica. A decoração é do estilo utilizado pela maioria das estações de metrô: as bandas luminosas são brancas e arredondadas no estilo "Gaudin" da renovação do metro da década de 2000, e as telhas de cerâmica brancas biseladas recobrem os pés-direitos e os tímpanos. A abóbada é revestida e pintada em branco. Os quadros publicitários são metálicos e o nome da estação é inscrito em letras maiúsculas em placas esmaltadas. Os assentos são do estilo "Motte" de cor azul.

### Intermodalidade
A estação é servida pelas linhas 29 e 56 da rede de ônibus RATP.

## Nas proximidades
- Square Courteline
- Cemitério de Picpus, onde está enterrado o General La Fayette
- Igreja da Immaculée-Conception de Paris